# Coullana canadensis
Coullana canadensis är en kräftdjursart som först beskrevs av Willey 1923.  Coullana canadensis ingår i släktet Coullana och familjen Canuellidae. Inga underarter finns listade i Catalogue of Life.